# Pumphuset, Borstahusen

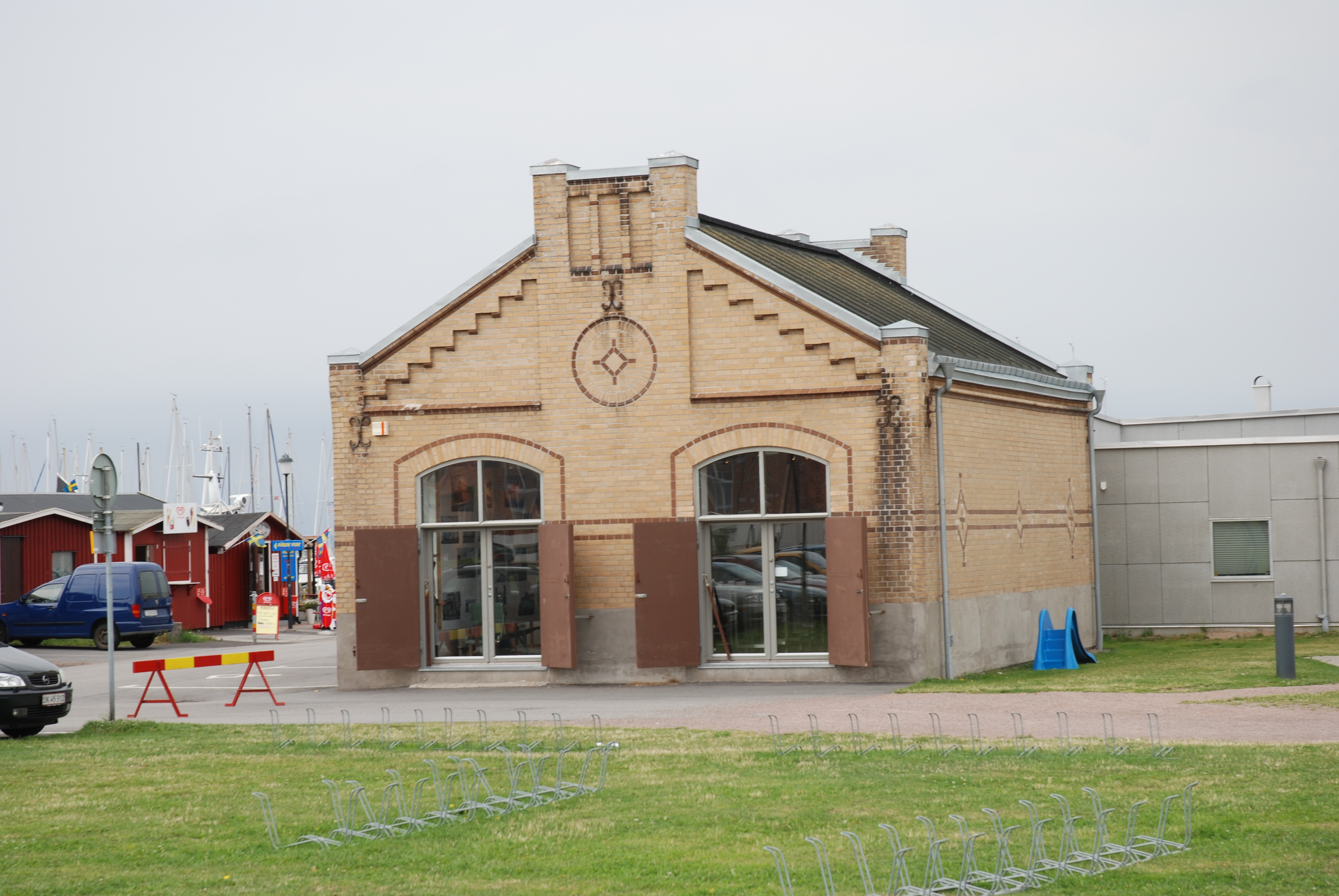
Pumphuset

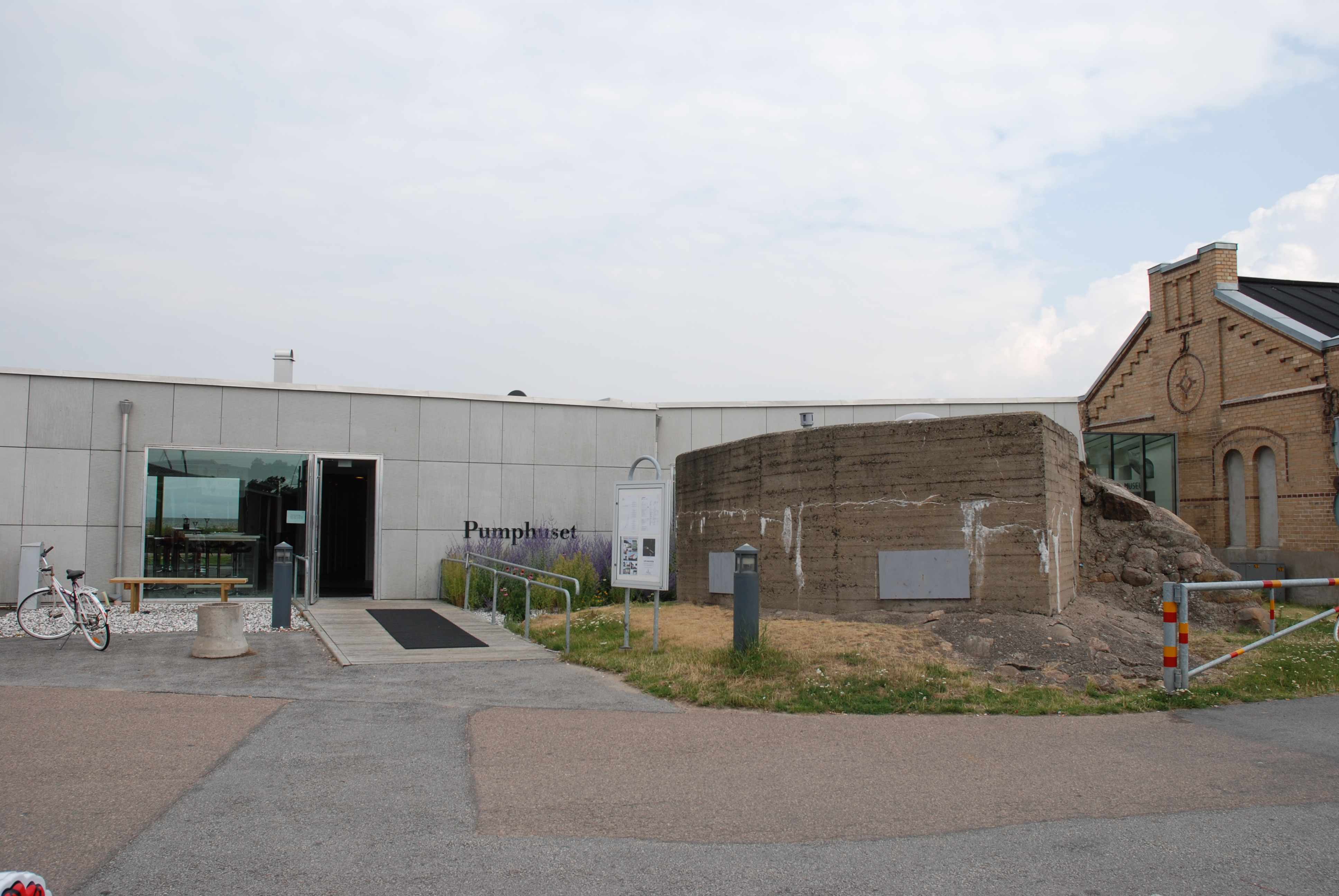
Entrén

Pumphuset är ett kulturhus i Borstahusen i norra Landskrona, invigt 2006.

## Om kulturhuset
Kulturhuset är beläget i Borstahusens hamn och utgörs delvis av det ursprungliga pumphuset i tegel. Detta uppfördes år 1883 i nyrenässansstil för att inhysa en motordriven havsvattenpump till tvätt av sockerbetor i det närbelägna Säbyholms sockerbruk fram till år 1962 och utgör numera en del av utställningsytorna. 
I början av 2000-talet initierade Borstahusens museiförening projektet att restaurera det gamla huset och dessutom komplettera det med en nybyggd del ritad av arkitekt Per Dockson. Kulturhuset innehåller ett lokalt museum, en konsthall och en restaurang och invigdes 31 mars 2006 med en utställning med konst av C.O. Hultén.